# Купа Рио
Копа Рио (на португалски: Copa Rio) или „Международен турнир на шампионските клубове“ е турнир, който се провежда през 50-те години на миналия век и се играе през 1951 и 1952 г. в Бразилия. Състезанието е организирано от CBD (CBF) и има неофициалното одобрение на ФИФА. Името на турнира е „Турнир на шампионите“, „Световно първенство по футбол“, „Световен турнир на шампиони“ и „Купа на шампионите“. Турнирът е смятан за Световно клубно първенство от бразилската преса.
Счита се за първия междуконтинентален клубен турнир в историята.

## История
През 1951 г. бразилският клуб Палмейрас е победител в турнира, докато Флуминензе печели през 1952 г. Copa Rio Internacional (официално наречен Международен турнир на шампионските клубове от 1951 г.) е международно клубно състезание. Организиран от бившия CBD със съгласието на тогавашния президент на ФИФА Жул Риме, „Копа Рио“ има две издания. Турнирът има историческо значение, тъй като това е първият опит за световно първенство между клубове, постигнали междуконтинентален обхват.Бразилската преса по онова време го нарича "Световен турнир на шампионите", прякор, който по-късно ще бъде даден на Междуконтиненталната купа. „Копа Рио“ е с формат, подобен на този, приет в момента на Световното клубно първенство на ФИФА, което породи много дискусии сред феновете относно признаването на турнира за световно първенство. Признаване през 2007 г. ФИФА счита Копа Рио от 1951 г. за първото издание на Световното клубно първенство, но анулира своето решение през декември същата година. Години по-късно, през август 2014 г., Йозеф Блатер (президент на ФИФА) обявява, че състезанието от 1951 г., спечелено от „Палмейрас“, ще бъде признато за Световно клубно първенство. Този път обаче „Копа Рио“ няма да се счита за еквивалент на настоящото Световно първенство, но ще потвърди важността си. През април 2019 г. Инфантино мисли по-различно от Блатер и не желае да признае титлата като Световна купа. Постижението на „Флуминензе“ през 1952 г. не получава същото признание като първото издание, имайки по-малко значение от турнира от предходната година. Бордът на директорите на Clube Tricolor в Рио де Жанейро също изисква от висшия футболен субект да признае титлата, но напразно. Решаващият фактор за непризнаването на титлата е фактът, че ФИФА одобрява и санкционира само първото издание през 1951 г. В същото изявление, в което Блатер каза, че тогава ще признае „Палмейрас“ за световен шампион, бившият президент на субекта добавен, въпреки че може да включва Купата на Рио от 1952 г. Но към днешна дата трикольорният отбор не е получил същото ниво на реакция като Алвиверде Сао Пауло.

## Признание
През 2007 г. ФИФА смята Копа Рио от 1951 г. за първото издание на Световното клубно първенство, но отменя решението през декември същата година. Години по-късно, през август 2014 г., Йозеф Блатер (президент на ФИФА) обяви, че състезанието от 1951 г., спечелено от Палмейрас, ще бъде признато за Световно клубно първенство. Този път обаче Копа Рио няма да се счита за еквивалент на настоящото Световно първенство, но ще потвърди важността си. През април 2019 г. Инфантино мислеше различно от Блатер и се поколеба да признае титлата за Световна купа. В началото на 2021 г. ФИФА отново почете титлата от 1951 г. като „Световна купа на времето“ на официалния уебсайт на Световното клубно първенство през 2020 г. и в своите канали в социалните медии. Почти година по-късно, когато Алвиверде се завърна за участие в Световното клубно първенство, организацията отново посочи отбора на Сао Пауло като световен шампион в групата: -„Палмейрас и Коринтианс бяха световни шампиони веднъж. Възможността да преодолеят най-големите си съперници даде Дава ли им допълнителна мотивация?" Постижението на Флуминензе през 1952 г. не получи същото признание като първото издание, получавайки по-малко внимание от турнира от предходната година. Бордът на директорите на трикольора от Рио де Жанейро поиска от висшия футболен субект да признае титлата, но без резултат. Решаващият фактор за непризнаването на титлата е фактът, че ФИФА одобри и одобри само първото издание, през 1951 г. В същото изявление, в което Блатер каза, че тогава ще признае Палмейрас за световен шампион, бившият президент на добавен обект, въпреки че може да включва Купата на Рио от 1952 г. Но досега трикольорният отбор не е получил отговор на същото ниво като Alviverde São Paulo.
Наследник на турнира през 1953 става Torneio Octogonal Rivadavia Corrêa Meyer. При него форматът се поизменя малко. Преобладават предимно бразилски клубове 5 от 8 участници и впоследствие губи своята важност като междуконтинентален турнир.

## Турнир 1951
Първа група (Рио де Жанейро)
|                          | Общ резултат |                          | Резултат |  |
| ------------------------ | ------------ | ------------------------ | -------- |  |
| Палмейрас                | 3:0          | Олимпик (Ница)           | 3:0      |  |
| Ювентус (Торино)         | 3:2          | Цървена звезда (Белград) | 3:2      |  |
| Олимпик (Ница)           | 2:3          | Ювентус (Торино)         | 2:3      |  |
| Палмейрас                | 2:1          | Цървена звезда (Белград) | 1:2      |  |
| Цървена звезда (Белград) | 1:2          | Олимпик (Ница)           | 1:2      |  |
| Палмейрас                | 0:4          | Ювентус (Торино)         | 0:4      |  |

| Отбор                    | М | П | Р | З | ВГ | ДГ | ГР | Т |
| ------------------------ | - | - | - | - | -- | -- | -- | - |
| Ювентус (Торино)         | 3 | 3 | 0 | 0 | 10 | 4  | +6 | 6 |
| Палмейрас                | 3 | 2 | 0 | 1 | 5  | 5  | 0  | 4 |
| Олимпик (Ница)           | 3 | 1 | 0 | 2 | 4  | 7  | –3 | 2 |
| Цървена звезда (Белград) | 3 | 0 | 0 | 3 | 4  | 7  | –3 | 0 |

Втора група (Пакаембу)
|                       | Общ резултат |                       | Резултат |  |
| --------------------- | ------------ | --------------------- | -------- |  |
| Аустрия (Виена)       | 4:0          | Насионал (Монтевидео) | 4:0      |  |
| Вашко да Гама         | 5:1          | Спортинг (Лисабон)    | 5:1      |  |
| Насионал (Монтевидео) | 3:2          | Спортинг (Лисабон)    | 3:2      |  |
| Вашко да Гама         | 5:1          | Аустрия (Виена)       | 5:1      |  |
| Спортинг (Лисабон)    | 1:2          | Аустрия (Виена)       | 1:2      |  |
| Вашко да Гама         | 2:1          | Насионал (Монтевидео) | 2:1      |  |

| Отбор                          | М | П | Р | З | ВГ | ДГ | ГР | Т |
| ------------------------------ | - | - | - | - | -- | -- | -- | - |
| Вашко да Гама (Рио де Жанейро) | 3 | 3 | 0 | 0 | 12 | 3  | +9 | 6 |
| Аустрия (Виена)                | 3 | 2 | 0 | 1 | 7  | 6  | +1 | 4 |
| Насионал (Монтевидео)          | 3 | 1 | 0 | 2 | 4  | 8  | –4 | 2 |
| Спортинг (Лисабон)             | 3 | 0 | 0 | 3 | 4  | 10 | –6 | 0 |

## Полуфинали
в Сао Пауло
в Рио де Жанейро
|                                | Общ резултат |                       | 1-ви мач | 2-ри мач |
| ------------------------------ | ------------ | --------------------- | -------- | -------- |
| Аустрия (Виена)                | 4:6          | Ювентус (Торино)      | 3:3      | 1:3      |
| Вашко да Гама (Рио де Жанейро) | 1:2          | Палмейрас (Сао Паоло) | 1:2      | 0:0      |

## Финал
1 мач в Сао Пауло
2 мач в Рио де Жанейро
|                       | Общ резултат |                  | 1-ви мач | 2-ри мач |
| --------------------- | ------------ | ---------------- | -------- | -------- |
| Палмейрас (Сао Паоло) | 3:2          | Ювентус (Торино) |          | 1:0      |

| Купа Рио                          |
| --------------------------------- |
| Бразилия                          |
| Палмейрас (Сао Паоло) Първа титла |

## Турнир 1952
Първа група (Рио де Жанейро)
|                             | Общ резултат |                      | Резултат |  |
| --------------------------- | ------------ | -------------------- | -------- |  |
| Пенярол (Монтевидео)        | 1:0          | Грасхопър (Цюрих)    | 1:0      |  |
| Флуминенсе (Рио де Жанейро) | 0:0          | Спортинг (Лисабон)   | 0:0      |  |
| Пенярол (Монтевидео)        | 3:1          | Спортинг (Лисабон)   | 3:1      |  |
| Флуминенсе (Рио де Жанейро) | 1:0          | Грасхопър (Цюрих)    | 1:0      |  |
| Спортинг (Лисабон)          | 2:1          | Грасхопър (Цюрих)    | 2:1      |  |
| Флуминенсе (Рио де Жанейро) | 3:0          | Пенярол (Монтевидео) | 3:0      |  |

| Отбор                       | М | П | Р | З | ВГ | ДГ | ГР | Т |
| --------------------------- | - | - | - | - | -- | -- | -- | - |
| Флуминенсе (Рио де Жанейро) | 3 | 2 | 1 | 0 | 4  | 0  | +6 | 5 |
| Пенярол (Монтевидео)        | 3 | 2 | 0 | 1 | 4  | 4  | 0  | 4 |
| Спортинг (Лисабон)          | 3 | 1 | 1 | 1 | 3  | 4  | –1 | 3 |
| Грасхопър (Цюрих)           | 3 | 0 | 0 | 3 | 1  | 4  | –3 | 0 |

Втора група (Пакаембу)
|                        | Общ резултат |                     | Резултат |  |
| ---------------------- | ------------ | ------------------- | -------- |  |
| Аустрия (Виена)        | 4:2          | Либертад (Асунсион) | 4:2      |  |
| Коринтианс (Сао Паоло) | 6:1          | Саарбрюкен          | 6:1      |  |
| Аустрия (Виена)        | 5:1          | Саарбрюкен          | 5:1      |  |
| Коринтианс (Сао Паоло) | 6:0          | Либертад (Асунсион) | 6:0      |  |
| Либертад (Асунсион)    | 4:1          | Саарбрюкен          | 4:1      |  |
| Коринтианс (Сао Паоло) | 2:1          | Аустрия (Виена)     | 2:1      |  |

| Отбор                  | М | П | Р | З | ВГ | ДГ | ГР  | Т |
| ---------------------- | - | - | - | - | -- | -- | --- | - |
| Коринтианс (Сао Паоло) | 3 | 3 | 0 | 0 | 14 | 2  | +12 | 6 |
| Аустрия (Виена)        | 3 | 2 | 0 | 1 | 10 | 5  | +5  | 4 |
| Либертад (Асунсион)    | 3 | 1 | 0 | 2 | 6  | 11 | –5  | 2 |
| Саарбрюкен             | 3 | 0 | 0 | 3 | 3  | 15 | –12 | 0 |

## Полуфинали
в Сао Пауло
в Рио де Жанейро
|                             | Общ резултат |                      | 1-ви мач | 2-ри мач |
| --------------------------- | ------------ | -------------------- | -------- | -------- |
| Коринтианс (Сао Паоло)      | 2:1          | Пенярол (Монтевидео) | 2:1      | /        |
| Флуминенсе (Рио де Жанейро) | 4:2          | Аустрия (Виена)      | 2:0      | 2:2      |

## Финал
1 мач в Сао Пауло
2 мач в Рио де Жанейро
|                             | Общ резултат |                        | 1-ви мач | 2-ри мач |
| --------------------------- | ------------ | ---------------------- | -------- | -------- |
| Флуминенсе (Рио де Жанейро) | 4:2          | Коринтианс (Сао Паоло) |          | 2:0      |

| Купа Рио                                |
| --------------------------------------- |
| Бразилия                                |
| Флуминенсе (Рио де Жанейро) Първа титла |

## Общо
| Година             | Победител                   | Разултат     | Финалист               | Място на провеждане                                                |
| ------------------ | --------------------------- | ------------ | ---------------------- | ------------------------------------------------------------------ |
| 1952 Купа Рио 1952 | Флуминенсе (Рио де Жанейро) | 2 : 0, 2 : 2 | Коринтианс (Сао Паоло) | Шаблон:Флаг Бразилии (1889-1960) Пакаембу Маракана, Рио де Жанейро |
| 1951 Купа Рио 1951 | Палмейрас (Сао Паоло)       | 1:0, 2:2     | Ювентус (Торино)       | Шаблон:Флаг Бразилии (1889-1960) Пакаембу Маракана, Рио де Жанейро |